# Hypsiboas prasinus
Hypsiboas prasinus es una especie de anfibios de la familia Hylidae. Es endémica de Brasil.
Sus hábitats naturales incluyen bosques tropicales o subtropicales secos y a baja altitud, montanos secos, praderas parcialmente inundadas, ríos, lagos de agua dulce, marismas de agua dulce, pastos, plantaciones, jardines rurales, zonas previamente boscosas ahora muy degradadas y estanques. Está amenazada de extinción por la destrucción de su hábitat natural.